# Solaris Urbino 12
Solaris Urbino 12 е 12-метров нископодов автобус, произведен от компанията Solaris Bus & Coach. Началото на неговото производство е през 1999 г. През 2010 г. е произведена хибридна версия на автобуса, от 2013 г. е произведена версия, която се движи изцяло на електричество.

## Характеристика
Конструкцията на автобусите Solaris е направена от корозоустойчива стомана, което позволява експлоатацията на автобусите в трудни пътни и климатични условия. Автобусите разполагат с рампи за инвалиди и майки с бебешки колички. Задвижват се от икономични дизелови двигатели, които отговарят на действащите екологични изисквания (Euro 6), както и с двигатели, задвижвани от компресиран природен газ (CNG).
Тролейбусът Skoda Solaris 26Tr използва каросерия на автобуса Solaris Urbino 12.

## Solaris Urbino 12 Hybrid
През втората половина на 2009 г. на база на третото поколение Urbino 12 е разработен прототипът на Solaris Urbino 12 Hybrid. Той прави своя дебют на изложбата Busworld в Кортрейк през октомври 2009 г. Серийно производство започна през 2010 г.
Solaris Urbino 12 Hybrid използва паралелна хибридна система Eaton HDU на американската фирма Eaton, за разлика от серийната, използвана в Solaris Urbino 18 Hybrid. Тя включва автоматизирана 6-степенна скоростна кутия Eaton и електрически мотор с максимална мощност от 44 kW (60 к.с.). В нормален трафик мощността е около 28 kW (38 к.с.). Тя работи с дизелов двигател Cummins ISB6.7EV 225В, отговарящ на изискванията на стандарта EEV, с максимална мощност от 165 kW (225 к.с.) и работен обем от 6,7 dm³. Скоростната кутия Eaton предава мощността към задната ос. Литиево-йоннте батерии са на японската компания Hitachi и са разположени под платформата на превозното средство. Така работата на автобуса не се различава от тази на традиционните дизелови двигатели. Стойността на тази система е около 70 000 евро.
Хибридната система работи като система Stop-Start, известна от леките автомобили. Позволява много тихо пътуване, като дизеловият двигател спира да работи на празен ход. След достигане на определена скорост електрически задвижващ механизъм (ECA) активира съединителя и започва да работи дизеловият двигател. Тогава скоростната кутия сумира двете усилия.

## Solaris Urbino 12 Electric
Автобусите са изградени на базата на Solaris Urbino 12. Иновативна система за електрическо задвижване гарантира по-ниски експлоатационни разходи. Електрооборудването е разположено на покрива на автобуса. Видът на батериите, с които е оборудван автобусът, зависи от изискванията на операторите. За зареждането на батериите има специални станции за зареждане.

## Solaris Urbino 12 в България
В България бяха закупени 59 броя автобуси Solaris Urbino 12 CNG на природен газ от град Бургас и град Варна със средства от програма на ЕС за „Интегриран градски транспорт“, освен това бяха закупени и автобуси Solaris Urbino 18 съчленена версия на автобусите Solaris Urbino 12. През 2015 в Стара Загора бяха закупени 50 броя Solaris Urbino 12 с изцяло дизелови двигатели.

## Разпространение
| Държава   | Град             | Количество | Забележки                                                                                       |
| --------- | ---------------- | ---------- | ----------------------------------------------------------------------------------------------- |
| България  | Бургас           | 39         | Solaris Urbino 12 III CNG                                                                       |
| България  | Варна            | 55         | 20 броя Solaris Urbino 12 III, 20 броя Solaris Urbino 12 III CNG и 15 броя Solaris Urbino 12 IV |
| България  | Стара Загора     | 50         | Всички с дизелови двигатели                                                                     |
| Чехия     | Острава          | 86         |                                                                                                 |
| Чехия     | Оломоуц          | 29         |                                                                                                 |
| Чехия     | Опава            | 8          |                                                                                                 |
| Чехия     | Будейовице       | 3          |                                                                                                 |
| Чехия     | Хомутов и Жирков | 6          |                                                                                                 |
| Полша     | Варшава          | 100        |                                                                                                 |
| Полша     | Гданск           | 50         |                                                                                                 |
| Полша     | Люблин           | 20         |                                                                                                 |
| Полша     | Бидгошч          | 26         |                                                                                                 |
| Полша     | Гдиня            | 1          |                                                                                                 |
| Румъния   | Орадея           | 5          |                                                                                                 |
| Сърбия    | Нови сад         | 6          | Solaris Urbino 12 CNG                                                                           |
| Швеция    | Трелебори        | 1          | Solaris Urbino 12 CNG                                                                           |
| Германия  | Касел            | 50         |                                                                                                 |
| Германия  | Дюселдорф        | 21         |                                                                                                 |
| Швейцария | Винтертур        | 31         |                                                                                                 |
| Латвия    | Рига             | 67         |                                                                                                 |
| Унгария   | Дебрецен         | 7          |                                                                                                 |
| Унгария   | Ниредхаза        | 28         |                                                                                                 |
| Франция   | Байон            | 20         |                                                                                                 |
| Франция   | Генен            | 8          |                                                                                                 |
| Италия    | Каляри           | 6          |                                                                                                 |
| Италия    | Комо             | 2          |                                                                                                 |

## Галерия
- Solaris Urbino 12 в град Гданск
- Solaris Urbino 12 в град Острава
- Solaris Urbino 12 в град Люблин
- Solaris Urbino 12 салон
- Solaris Urbino 12 кабина
- Solaris Urbino 12 Electric